# 농촌정보문화센터
농촌정보문화센터(Center for Rural Information & Culture ; CRIC)는 전국민에게 농어업정책과 농어업, 농어촌을 홍보하기 위해 설립된 대한민국 국무총리실 산하 경제인문사회연구회 한국농촌경제연구원 부설기관이었다. 2012년 5월 23일 한국농림수산정보센터, 농업인재개발원과 통합하여 농림수산식품교육문화정보원이 출범하며 폐지되었다. 서울특별시 서초구 방배천로 2길 61 화산빌딩 5층에 위치하고 있었다.

## 연혁
- 2004년 3월 (가칭)농촌홍보재단 설립계획 수립 검토
- 2005년 4월 경제인문사회연구회 이사회 센터 설립
- 2005년 7월 한국농촌경제연구원 부설 농촌정보문화센터 개소
- 2009년 5월 센터 이전 (외교센터 → 사당)
- 2012년 5월 농림수산식품교육문화정보원으로 통합하면서 폐지

## 주요 업무
- 농업·농촌의 다원적 가치에 대한 대국민 이해·활용 증진
- 농산물의 우수성 및 판매 촉진을 위한 국내외 홍보
- 미래세대에 대한 농업 농촌·교육 홍보
- 농업·농촌 비전 제시를 위한 농업인 성공사례 홍보
- 농정 신뢰회복을 위한 정책 홍보역량 증진

## 조직
- 농촌정보문화센터 소장
  - 전략기획팀
  - 정책홍보팀
  - 가치홍보팀
  - 온라인지원팀
  - 소비홍보팀
  - 경영지원팀